# Canis nehringi
Canis nehringi — вимерлий вид псових. Canis gezi, маловідомий маленький вовк з Ensenadan в Південній Америці, здається, дав початок Canis nehringi, виду Lujanian з Аргентини. Аналіз Betra в 1988 році визначає Canis dirus і Canis nehringi як сестринські таксони і як найбільш похідних представників роду Canis у Новому Світі. Вперше вид був описаний Флорентіно Амегіно в 1902 році.